# ジュピター (ゲーム会社)
株式会社ジュピター（英: Jupiter Corporation）は、京都市伏見区に所在するゲームソフト開発会社。
インテリジェントシステムズ出身の中山誠により設立。主に任天堂のゲーム機に向けたソフト開発を行なっており、過去にはポケットピカチュウやポケットサクラといった携帯用ゲーム機も手掛けている。また、任天堂公式ライセンス商品としてマスコットタッチペン、ハードカバーシリーズ等の携帯ゲーム機用の周辺機器や、マジッククラフトを製造・販売している。

## 開発ゲームソフト
以下、特記のないものはジュピターより発売。

### Nintendo Switch
- ピクロスS
  - ピクロスS2
  - けものフレンズピクロス
  - ピクロスS3
  - PICROSS LORD OF THE NAZARICK
  - ピクロスS4
  - ピクロスS5
  - ピクロスS6
  - ピクロスS MEGA DRIVE & MARKⅢ edition
  - ピクロスS7
  - ピクロスX:ピクビッツVSウツボロス
  - ピクロスS8
- Fit Boxing（イマジニア）
  - Fit Boxing 2 リズム&エクササイズ（イマジニア）
- ワーキング ゾンビーズ
- ドラえもん学習コレクション（小学館）
- フィットネスランナー（エクスフィット）

### ニンテンドー3DS
- ピクロスe
  - ピクロスe2
  - ピクロスe3
  - クラブ.ニンテンドーピクロス（任天堂、クラブニンテンドー会員限定）
  - ピクロスe4
  - ピクロスe5
  - クラブニンテンドーピクロスプラス（任天堂、クラブニンテンドー会員限定）
  - ピクロスe6
  - ポケモンピクロス（株式会社ポケモン）
  - マイニンテンドーピクロス ゼルダの伝説 トワイライトプリンセス（任天堂、マイニンテンドー会員限定）
  - ピクロスe7
  - ピクロスe8
  - サンリオキャラクターズピクロス
  - ピクロスe9
- ドラかず のび太のすうじ大冒険（小学館）
- AKB48+Me（角川ゲームス）
- メダロットDUAL カブトVer. / クワガタVer.（ロケットカンパニー）
- ドラちえ ミニドラ音楽隊と7つの知恵（小学館）
- テイルズ オブ ザ ワールド レーヴ ユナイティア（バンダイナムコゲームス）
- ドラえいご のび太と妖精のふしぎコレクション（小学館）
- ドラもじ のび太の漢字大作戦（小学館）
- ニッキーの旅するクイズ（任天堂、クラブニンテンドー会員限定）
- RPGツクール フェス（角川ゲームス）
- ピクトロジカ ファイナルファンタジー≒（スクウェア・エニックス）

### ニンテンドーDS
- コロッケ!DS 天空の勇者たち（コナミ）
- DS陰山メソッド電脳反復 ます×ます百ます計算（小学館）
  - DS陰山メソッド電脳反復 正しい漢字かきとりくん（小学館）
  - DS陰山メソッド電脳反復 正しい漢字かきとりくん 今度は漢検対策だよ!（小学館）
  - DS陰山メソッド電脳反復 ます×ます百ます計算 百ますの前にこれだよ!（小学館）
  - DS陰山メソッド電脳反復 地理・歴史・公民 まる×まる社会科（小学館）
- ピクロスDS（任天堂）
- 化石超進化 スペクトロブス（ブエナビスタゲーム）
  - 超化石モンスターバトル ゲキトツ・ギャラクシー（ディズニー・インタラクティブ・スタジオ）
- たまごっちのアッパレ!にじべんちゃー（バンダイナムコゲームス）
- すばらしきこのせかい（スクウェア・エニックス）
- らくらく心電図トレーニングDS（メディカ出版）
  - てきぱき救急・急変トレーニングDS（メディカ出版）
  - さくさく人工呼吸ケアトレーニングDS（メディカ出版）
- みんなの動物園/みんなの水族館（タイトー）
- 地震DS72時間（イオタ）
- 京大生 東田大志が考えたパズル ひらめき◇絵結び
- ぱねわっ!
- 猫のいるタングラム -猫と癒しのシルエットパズル-
- えいごで旅する リトル・チャロ（任天堂）

### ゲームボーイアドバンス
- 筋肉番付〜決めろ!奇跡の完全制覇〜（コナミ）
- アニマルマニア どきどき相性チェック（コナミ）
- わがまま☆フェアリーミルモでポン! 黄金マラカスの伝説（コナミ）
  - わがまま☆フェアリーミルモでポン! 対戦まほうだま（コナミ）
  - わがまま☆フェアリーミルモでポン! 8人の時の妖精（コナミ）
  - わがまま☆フェアリーミルモでポン! なぞのカギと真実のトビラ（コナミ）
- ディズニースポーツ:モトクロス（コナミ）
- ソニックピンボールパーティー（セガ）
- ポケモンピンボール ルビー&サファイア（任天堂）
- ミッキーのポケットリゾート（トミー）
- キングダム ハーツ チェイン オブ メモリーズ（スクウェア・エニックス）
- コロッケ!Great 時空の冒険者（コナミ）
- 傑作選!がんばれゴエモン1・2 ゆき姫とマッギネス（コナミ）
- エレメンタルジェレイド 〜封印されし謳〜（トミー）

### ゲームボーイ
- UNO2 スモールワールド（トミー）
- マリオのピクロス（任天堂）
  - ピクロス2（任天堂）
- JリーグBIG WAVE SOCCER（トミー）
- ミニ四駆GB Let's&Go!!（アスキー）
  - ミニ四駆GB Let's&Go!!オールスターバトルMAX（アスキー）
- ポケットカメラ（任天堂）
- ポケットキョロちゃん（トミー）
- 日本代表チーム栄光のイレブン（トミー）
- ポケット漢字郎（新学社）
- ポケモンピンボール（任天堂）
- サクラ大戦GB 檄・花組入隊!（メディアファクトリー）
  - サクラ大戦GB2 サンダーボルト作戦（セガ）
- スーパーロボットピンボール（メディアファクトリー）
- 激走ダンガンレーサー 音速バスターDANGUN弾（イマジニア）

### ポケモンミニ
- ポケモンピンボールミニ（ポケモン）
- ポケモンパズルコレクション（ポケモン）
  - ポケモンパズルコレクションVol.2（ポケモン）
- ポケモンレースミニ（ポケモン）
- トゲピーのだいぼうけん（ポケモン）
- ポケモンそだてやさんミニ（ポケモン）

### スーパーファミコン
- マリオのスーパーピクロス（任天堂）
- ミニ四駆レッツ＆ゴー!!POWER WGP2（任天堂）
- ピクロスNP Vol.1（任天堂）
- ピクロスNP Vol.2（任天堂）
- ピクロスNP Vol.3（任天堂）
- ピクロスNP Vol.4（任天堂）
- ピクロスNP Vol.5（任天堂）
- ピクロスNP Vol.6（任天堂）
- ピクロスNP Vol.7（任天堂）
- ピクロスNP Vol.8（任天堂）

### プレイステーション
- NuPa〜ぬうぱ〜（トミー）
- わがまま☆フェアリー ミルモでポン! ミルモの魔法学校ものがたり（コナミ）

### XaviX
- ブラックバス釣ろうぜ! エキサイトフィッシング（エポック社）
- ハムちゃんず大集合 ダンスするのだ!走るのだ!（エポック社）
  - とっとこハム太郎 ハムハム大サーカス!（エポック社）
- ストライク決めるぜ!!エキサイトボウリング（エポック社）
- ベイブレード Bアルティメットシューター（タカラトミー）
- 即席地球防衛隊 ぽこぽこハンマーズ（タカラトミー）
- ミニモニ。 パーティー!リズムでぴょん!（エポック社）
- 東京フレンドパークII フレンドパークへあそびにいこう!!（エポック社）
  - 東京フレンドパークIIスペシャル! フレンドパークへみんなでいこう!!（エポック社）
  - 東京フレンドパークIIパーフェクト! めざせ!グランドスラム!（エポック社）
- 大モノ釣ろうぜ! エキサイトフィッシングDX（エポック社）
- TVメールPC メルコット そらいろブルー・ゆうやけピンク（エポック社）
- オールスター感謝祭 超豪華!クイズ決定版 赤坂5丁目体感スタジオ!（エポック社）
- XaviXBOWLING（新世代）
- SASUKE&筋肉バトルスポーツマンNo.1決定戦（エポック社）
  - 究極! 筋肉スタジアム! サスケ完全制覇（エポック社）
- Let's!TVプレイ 超にんきスポット!ころがしほーだい たまごっちりぞーと（バンダイ）
- XaviXパワーキッズジュニア カラダでのばす才能開発（新世代）
  - XaviXパワーキッズ カラダでのばす才能開発（新世代）
- XaviXBassFISHING（新世代）
- アンパンマン ぴょんぴょん育脳マット（ジョイパレット）
  - アンパンマン かぞくで育脳マットDX（ジョイパレット）

### iOS/Android
- 京大生 東田大志が考えたパズル ひらめき◇絵結び
- らくらく心電図トレーニング（メディカ出版）
- ZOMBIE CARNIVAL（タイトー）
- テイルズ オブ ザ ワールド タクティクス ユニオン（バンダイナムコゲームス）
- VitaminX（エムティーアイ）
- VitaminZ（エムティーアイ）
- クイズランドCX（エムティーアイ）
- スト☆マニ（エムティーアイ）
- ギャングコネクション（タイトー）
- ピクトロジカ ファイナルファンタジー（スクウェア・エニックス）
- 罠、はじめました。
- スマピク
- ドキドキ!コスプレキューピッド
- テイルズ オブ ザ レイズ（バンダイナムコエンターテインメント）
- ラノゲツクール（KADOKAWA）
  - ラノゲツクールF（KADOKAWA）
- 盾の勇者の成り上がり Relive The Animation（KADOKAWA）

### その他
- クーキーのクイズカーニバル（新生工業）
  - クイズカーニバル2〜めぐりあい編〜（新生工業）
- タモリのピクロス（任天堂）
- ポケットピカチュウ!カラー 金・銀といっしょ!（任天堂）
- ポケットサクラ（メディアファクトリー）
- 郵便貯金ゲーム ジパング・トラベラーズ（郵政省貯金局）